# Lahti L-39
Lahti L-39 byla finská protitanková puška ráže 20 mm, bojově nasazená během druhé světové války. Zbraň si u finských vojáků vysloužila přezdívku "Norsupyssy", tedy puška na slony.

## Historie
Od začátku 30 let se Finsko zabývalo myšlenkou vývoje vlastní protitankové zbraně pro pěchotu. Armáda preferovala vývoj kulometu v ráži 13,2 mm, který by plnil funkci jak protiletecké, tak protitankové zbraně. Aimo Lahti naopak preferoval zbraň v ráži 20 mm, která by měla lepší průbojnost. Zbrojovka VKT vyrobila do začátku zimní války 6 prototypů kulometů L-35/6 v ráži 13,2 × 118mm B a jen 2 kusy prototypů zbraní Lahti L-39 v ráži 20 × 113 mmB. V průběhu bojů se ukázalo, že kulomety nejsou spolehlivé a ráže 13,2 nemá dostatečnou průbojnost. Výroba Lahti L-39 na náboj 20×138mmB se rozběhla až po skončení Zimní války.

## Popis
Zbraň funguje na principu odběru prachových plynů z vývrtu hlavně, které jsou zhruba v polovině délky hlavně odváděny plynovým kanálkem pod hlavní na plynový píst. Uzamčení závěru provádí vertikálně posuvný blok, umístěný nad závorníkem. K uzamčení dochází zvednutím bloku pomocí nosiče závorníku do vybrání v pouzdře závěru. Vzhledem k použití velmi silné napínací zpruhy nebylo možné natáhnout závěr běžnou napínací pákou, a proto k napínání závěru byl použit klikový mechanismus. Hlaveň je v přední části opatřena dřevěným pláštěm, který brání popálení při přenášení zbraně a na ústí je zakončena výkonnou úsťovou brzdou s 5 otvory v řadě na každé straně. Prázdné nábojnice jsou vyhazovány na spodní straně zbraně. Po každém výstřelu zůstává závěr zachycen v zadní pozici, pro rychlejší chlazení zbraně. Pro opětovné vypuštění závěru slouží stiskátko v přední části rukojeti. Lučík přechází v masivní kryt prstů bránící zranění vyhozenou nábojnicí. Zbraň je vybavena sklopnou dvojnožkou s hroty pro střelbu z pevné půdy a ližinami pro střelbu z měkkého podkladu nebo na sněhu. Schránkový zásobník na 10 nábojů je umístěn shora a mířidla jsou na levé straně zbraně. Pouzdro závěru přechází v polstrovanou botku a je opatřené dřevěnou lícnicí.

## Varianty
V průběhu roku 1944 bylo 325 zbraní přestavěno na L-39/44, automatickou verzi proti letadlům. Úprava zahrnovala instalaci protiletadlových mířidel a nahrazení zápalníku fixním, který tak umožnoval automatickou střelbu z otevřeného závěru spolu s dalšími drobnými změnami. Takto upravené zbraně neměly vzhledem k velkému namáhání součástí velkou životnost. Od jejich používaní bylo proto po skončení Pokračovací války upuštěno a opětovně byly tyto zbraně vraceny do původního stavu.